# Szeliga
Szeliga – wieś w Polsce położona w województwie podkarpackim, w powiecie niżańskim, w gminie Harasiuki.
W latach 1975–1998 miejscowość administracyjnie należała do województwa tarnobrzeskiego.
Wieś jest sołectwem w gminie Harasiuki. 
Wierni Kościoła rzymskokatolickiego należą do parafii Podwyższenia Krzyża Świętego w Hucie Krzeszowskiej.